# Szerekován János
Szerekován János (Marosvásárhely, 1975. –) operaénekes (tenor).

## Élete
Zenei tanulmányait hegedűvel kezdte meg a marosvásárhelyi zeneiskolában, majd a Marosvásárhelyi Művészetek Iskolájában az énekszakon.
1998-ban vették fel a marosvásárhelyi Filharmónia Énekkarába. 2000-ben kezdte meg szólista pályafutása a Mozart Requiemével.
2001-ben került a Magyar Rádió Énekkarához. Ugyanebben az évben szólót énekelhetett Schütz Karácsonyi oratóriumában.
Magyarországon Keönch Boldizsár, a Liszt Ferenc Zeneművészeti Egyetem ének tanszékének docense tanította. 2003-ban mutatkozott be Rossini Alkalom szüli a tolvajt darabjában, a Magyar Állami Operaház előadásában. Azóta az Operaház magánénekese.
2011-ben elkezdődött nemzetközi pályafutása. Sikeres pályázás után a németországi Gut-Immling-i Nemzetközi Operafesztiválon énekelte "Don Ottavio" szerepét a Mozart Don Giovanni c. operájából. A kritika különösen kulturált éneklésmódját emelte ki.
Pályafutása során Nívó- és Lajtha-díjban részesült, kétszeres Kerepes Kultúráért díjas, 2014-ben megkapta a Simándy József Díjat. Vendégművészként több alkalommal fellépett a Csokonai Nemzeti Színházban, a Pécsi Nemzeti Színházban és a Szegedi Nemzeti Színházban.
2020-től az Adventista Motoros Misszió Európai Nagykövete.
Több felvétele készült a Magyar Rádióban.

## Főbb szerepei
- „Legény” (Kodály Zoltán: Székely fonó)
- „Almaviva” (Rossini: A sevillai borbély)
- „Ramiro” (Rossini: Hamupipőke)
- „Fenton” (Nicolai: A windsori víg nők)
- „Don Ottavio” (Mozart: Don Giovanni)
- "Pedrillo" (Mozart: Szöktetés a szerájból)
- „Lord Arthuro” (Donizetti: Lammermoori Lucia – Rost Andrea partnereként)
- „Ernesto” (Donizetti: Don Pasquale – Gregor József partnereként)
- „Lindoro” (Rossini: Olasz nő Algírban)
- „Paolino” (Cimarosa: Titkos házasság)
- "Ory gróf" (Rossini: Ory grófja)
- "Malatestino" (Zandonai: Francesca da Rimini)
- Piangi (A. Lloyd Webber - Az Operaház fantomja), Madách Színház

Rendszeresen koncertezik az ország főbb zenekaraival és külföldön egyaránt.
A Szegedi Szimfonikus Zenekar és a Vaszy Viktor Kórus, illetve az ELTE Művészeti Együtteseinek állandó koncerténekese.

## CD felvételei
- 2004 – Kodály: „Missa brevis”, Pécsi Kamarakórus, vez. Tillai Aurél
- 2006 – Luciani Simoni: „Our Lady of Heavens”, „Inno alla pace”, vez. Romeo Rimbu
- 2005-ben megjelent az első DVD-felvétele, amin Haydn A Teremtés c. oratóriumát énekli a Szegedi Szimfonikus Zenekarral, Gregor József és Tatiana Davidova partnereként, Fürst János vezényletével
- 2010-ben jelent meg Carl Orff: Carmina Burana CD/DVD-je a Békéscsabai Szimfonikusokkal, vez. Somogyi-Tóth Dániel
- 2020-ban jelent meg saját lemeze, melyet jótékonysági célra hozott létre. A lemez címe: "Add át a fényt"